# جیغ‌کش قرمز پاراس
جیغ‌کش قرمز پاراس (نام علمی: Alouatta puruensis) نام یک گونه از سرده میمون جیغ‌کش است.